# Nauplio (hijo de Poseidón)
En la mitología griega, Nauplio (en griego Ναύπλιος, «navegante») era hijo de Poseidón y de Amimone, una de las hijas de Dánao. Fue el héroe epónimo de Nauplia, situada en la Argólida.

### En laBiblioteca
Según Apolodoro Nauplio vivió largos años; recorriendo el mar solía atraer con antorchas a los que encontraba, para matarlos. Ocurrió que también él vino a perecer del mismo modo. Antes de morir, refieren los trágicos, casado con Clímene, hija de Catreo  —o, según el autor de los Nostoi, con Fílira, o aun, a juicio de Cercope, con Hesíone —, había engendrado a Palamedes, Éax y Nausimedonte. Áleo entregó a su hija Auge a Nauplio, para que la vendiera en tierra extraña. Este la entregó a Teutrante, príncipe de Teutrania, que la hizo su esposa. Además de a Auge, también se le entregó a Clímene, a quien compró y se desposó con ella. Se dice que cuando los griegos avanzaban hacia Eubea por la noche, Nauplio encendió antorchas en el monte Cafereo. Ellos, creyendo que se trataba de algunos supervivientes, se acercaron, los cascos de las naves se rompieron contra las rocas Cafereas, y murieron muchos. En efecto su hijo Palamedes había sido lapidado por intrigas de Odiseo. Al saberlo Nauplio se había dirigido a los helenos para pedirles cuentas de su hijo. Pero volvió insatisfecho, pues todos complacían al rey Agamenón que era cómplice de Odiseo. Entonces Nauplio, costeando los territorios griegos, tramó que las mujeres de los helenos cometiesen adulterio: Clitemestra con Egisto, Egialea con Cometes, hijo de Esténelo, y Meda, esposa de Idomeneo, con Leuco. Tales fueron las primeras maquinaciones de Nauplio, pero más tarde, enterado del regreso de los helenos a su patria, prendió antorchas en el monte Cafereo, llamado ahora Xilófago; entonces los griegos se acercaron allí tomándolo por un puerto y naufragaron.

### En lasFábulas
Higino le dedicó una fábula a Nauplio. Dice que cuando los dánaos estaban retornando a casa después de la captura de Ilio y se dividieron el saqueo, la cólera de los dioses causó que naufragaran en las rocas Cafareas. Enviaron una tormenta y vientos contrarios porque los griegos habían despojado los altares de los dioses y porque Áyax había arrastrado a Casandra de la imagen llamada Paladio. En la tormenta Áyax fue impactado con un rayo por Minerva. Las olas los precipitaron contra las rocas, y por eso fueron denominadas como las "Rocas de Áyax". Cuando los otros al abrigo de la noche estaban implorando el auxilio de los dioses, Nauplio los escuchó, y pensó que era su oportunidad para vengar la falta cometida contra su hijo Palamedes. Y así, como si simulase ayudarles, portaba una antorcha prendida en el lugar donde las rocas eran especialmente escarpadas y la costa era más peligrosa. Creyendo ellos que esto se hacía por buena fe, encallaron sus barcos aquí. Como resultado muchas naves resquebrajaron, y muchas de las tropas y sus líderes perecieron por la tormenta; sus miembros y vísceras chocaron contra las rocas. Aquellos que pudieron nadar hacia la costa fueron muertos por Nauplio. Pero a Ulises el viento lo llevó hasta Marón. A Menelao lo llevó hasta Egipto. Agamenón llegó a su patria con Casandra.

### En los trágicos
Los tres trágicos por antonomasia, esto es, Eurípides, Esquilo y Sófocles, escribieron varias tragedias sobre Nauplio, todas ellas llamadas Palamedes. En concreto se le atribuyen a Sófocles dos obras, Nauplios Katapleon («navegación de Nauplio») y Nauplios Pyrkaeus («Nauplio prendedor del fuego»). Todas esas obras se han perdido y solo quedan testimonios y fragmentos. Un fragmento del Palamedes de Esquilo («¿a causa de qué herida mataste a mi hijo?») parece asegurar que en esa obra Nauplio llegó a Troya y protestó por la muerte de su hijo. Sófocles alegó que Nauplio había pronunciado un discurso en defensa de Palamedes, enumerando sus muchos inventos y descubrimientos, que beneficiaron mucho al ejército griego. En el Palamedes de Eurípides, Éax, que estaba con su hermano Palamedes en Troya, resolvió informar a su padre sobre la muerte de Palamedes. Así decide escribir esta historia en las palas de unos remos: los arrojó al mar, con la esperanza de que una flotarían de regreso a Grecia y serían encontrados por Nauplio.

### En lasArgonáuticas
Tuvo un tataranieto del mismo nombre Nauplio, y es posible que originariamente el nombre se aplicase a una misma persona. Los antiguos mitógrafos notaron que el nacimiento de Nauplio I como nieto de Dánao era incompatible con las historias que lo conectaban con Palamedes y la Guerra de Troya, que sucedió muchas generaciones después de que Dánao gobernase en la Argólida. Por lo tanto, se creó una genealogía que relacionara a ambos personajes llamados Nauplio: Nauplio I - Preto - Lerno - Náubolo - Clitoneo - Nauplio II.